# Fachkraft für Gastronomie
Fachkraft für Gastronomie ist ein staatlich anerkannter Ausbildungsberuf in Deutschland. Fachkräfte für Gastronomie sind für die Bedienung von Gästen in den diversen Bereichen der Gastronomie zuständig. Sie stehen hinter dem Getränkeausschank, servieren im Restaurantbereich, organisieren Veranstaltungen und sind in weiteren Bereichen des Gastgewerbes wie Zimmerservice und Rezeption einsetzbar. Vorwiegend werden sie in Gasthäusern und Kaffeehäusern eingesetzt.
Bis August 2022 war die Bezeichnung Fachkraft im Gastgewerbe.

## Ausbildungsdauer und Schwerpunkte
Die Ausbildung zur vollwertigen Fachkraft für Gastronomie dauert zwei Jahre. Sie erfolgt an den Lernorten Betrieb und in der Berufsschule.
In der Ausbildung zur Fachkraft für Gastronomie gibt es folgende Schwerpunkte:
- Restaurantservice
- Systemgastronomie

## Weiterbildungsmöglichkeiten
Fachkräfte im Gastgewerbe können sich vielfältig weiterbilden, z. B. im Bereich Küchenwesen oder Hygiene.
Eine weitere Möglichkeit ist eine auf der Fachkraft im Gastgewerbe aufbauende Ausbildung wie:
- Fachmann/-frau für Systemgastronomie
- Hotelfachmann/-frau
- Hotelkaufmann/-frau
- Restaurantfachmann/-frau